# 22158 Chee
22158 Chee (2000 WG101) là một tiểu hành tinh vành đai chính được phát hiện ngày 21 tháng 11 năm 2000 bởi nhóm nghiên cứu tiểu hành tinh gần Trái Đất phòng thí nghiệm Lincoln ở Socorro.